# سیارک ۶۷۰۷۰
سیارک ۶۷۰۷۰ (به انگلیسی: 67070 Rinaldi، نامگذاری:2000AZ2) شصت و هفت هزار و هفتادمین سیارک کشف شده‌است که در ۱ ژانویه ۲۰۰۰ کشف شد.